# Mario Lucertini
Mario Lucertini (Treviso, 20 dicembre 1947 – Roma, 16 marzo 2002) è stato un informatico italiano.

## Carriera scientifica
Era il figlio di Vincenzo Lucertini. È stato docente universitario di  ricerca operativa presso le facoltà di ingegneria dell'università di Roma "La Sapienza" (1975-1986) e di Roma "Tor Vergata" (1986-2002), oltre ad essere stato membro dell'Editorial Board of Control and Cybernetics. Durante la sua carriera è stato professore visitatore presso università estere come la University of California at Berkeley (1976), il Massachusetts Institute of Technology (1978), la Columbia University (1980) e il New York Polytechnic Institute (1981). Oltre al ruolo di docente universitario, Mario Lucertini è stato membro di numerosi enti e associazioni di ricerca sia italiani sia esteri, tra i quali l'International Federation for Information Processing, all'interno del quale è stato presidente della commissione per l'Ottimizzazione e la Modellizzazione dei Sistemi (System Modelling and Optimization) nel triennio 1985-1988, l'Institute for Electrics and Electronics Engineers, la Society of Logistic Engineering, l'Unione Matematica Italiana e lo European Club on Combinatorial Optimization. Egli inoltre fu organizzatore e presidente di molti congressi e simposi internazionali.

A seguito della sua prematura scomparsa e della sua brillante produzione scientifica l'Università di Roma "Tor Vergata" ha deciso di intitolargli il dipartimento di Ingegneria dell'Impresa.

## Attività di ricerca
Mario Lucertini è stato autore di più di ottanta pubblicazioni scientifiche e di numerose monografie. Tra le più importanti:
- Programmazione Matematica (FrancoAngeli, 1983)
- Algorithm Design for Computer System Design (Springer Verlag, 1984)
- Analysis and Design of Algorithms for Combinatorial Problems (North Holland, 1985)
- Operations Research Models in Flexible Manufacturing Systems (Springer Verlag, 1989)
- Modelling the Innovation (North Holland, 1990)
- Le tecnologie di Gestione (FrancoAngeli, 1993).

La sua attività di ricerca è stata prevalentemente incentrata sulla ricerca operativa, con particolare attenzione ai problemi di ottimizzazione della logistica, delle telecomunicazioni, di allocazione ottima delle risorse e il risk management. Oltre ad essere autore di numerosi report scientifici è stato anche consulente nel settore dei sistemi di supporto alle decisioni per i sistemi di produzione (Computer Integrated Manufacturing, Computer Aided Design and Manufacturing, Flexible manufacturing system, Flexible Assembly Systems).